# Les estacions
Les Estacions (en alemany Die Jahreszeiten) és un oratori profà de Franz Joseph Haydn, amb llibret de Gottfried van Swieten, basat en un poema anglès de James Thomson titulat The Seasons. El tema és una descripció idíl·lica de les tasques del camp durant les quatre estacions de l'any.
Haydn compongué l'oratori durant dos anys, després de l'èxit del seu anterior oratori La Creació (1798), que en aquells moments es representava arreu d'Europa. L'estrena tingué lloc a Viena el 24 d'abril de 1801 i fou un èxit remarcable, malgrat que no arribà als extrems de La Creació. Sovint se n'ha criticat la poca qualitat del llibret, que el mateix Haydn ja criticà, qualificant-lo d'«escombraries franceses». Alguns analistes han vist en els dos oratoris una mena de cicle: La Creació comença amb Déu per acabar en l'home, mentre que Les Estacions parteix de la quotidianitat humana per retornar a Déu en el gran cor final d'acció de gràcies.

## A Barcelona
A Barcelona l'oratori La Creació va causar sensació en la seva estrena el 21 de març de l'any 1804. Joan Clariana, membre de la petita noblesa de Barcelona havia comprat les partitures que havia fet venir de París; el dia abans es va fer l'assaig a casa seva mateix, i l'estrena va tenir lloc a la sala principal del local de la Confraria dels Velers. Hi van participar nobles afeccionats a la música i membres de les diverses capelles de la ciutat; de la catedral, Santa Maria del Mar, etc.
Si el nombre de còpies d'època que s'han conservat és un testimoni del reso que aquesta obra va tenir, cal dir que no devia ser tant el seu altre oratori (Les Estacions) i força menys que el seu Stabat Mater que fou el detonant de l'admiració per aquest compositor a Catalunya. El Palau de la Música Catalana la va acollir per primera vegada l'any 1916 i es va cantar en català, va ser traduïda al català pels musicòlegs Vicenç Maria Gibert i Francesc Pujol. La direcció va anar a càrrec del mestre Lluís Millet.